# Birac (Gironde)
Birac  egy francia település Gironde megyében az Aquitania régióban. Lakosainak száma 236 fő (2022. január 1.).

## Adminisztráció
Polgármesterek:
- 2001–2014 José Laujac
- 2014–2020 Jean-Piere Manseau

## Demográfia
| Lakosok száma | 233  | 200  | 180  | 218  | 228  | 227  | 231  | 229  | 229  | 236  |
|               | 1968 | 1982 | 1990 | 2006 | 2013 | 2015 | 2017 | 2019 | 2020 | 2022 |

## Látnivalók
- Kápolna
- XI. századi templom.
- Sauros kastély